# Синагога Целле
Синагога в Целле (нем. Synagoge Celle) — синагога в центре нижнесаксонского города Целле, построенная в 1740 году и значительно перестроенная в 1883; является самой старой сохранившейся синагогой в земле Нижняя Саксония и городским памятником архитектуры.

## История и описание
После того как евреи герцогства Брауншвейг-Люнебург получили в 1737 году разрешение на строительство синагог, община приобрела два участка земли в Целле. Городская синагога была построена в 1740 году в стиле позднего барокко, типичном для архитектуры города. Комплекс состоит из трех зданий: в двух выходивших на улицу домах располагались еврейская школа и многоквартирный дом, а сама синагога была расположена в заднем корпусе. Интерьер помещений также был создан в стиле позднего барокко. В 1883 году в здании была проведена обширная реконструкция: в частности, была расширена женская галерея и добавлено новое остекление.
Во время ноябрьских погромов 1938 года (см. Хрустальная ночь) интерьеры помещений были разрушены, а предметы культа — выброшены на улицу и сожжены. Однако само здание, тесно окружённое соседними домам, не была подожжено, поскольку погромщики опасались распространения пожара на фахверковые дома в Старом городе. После разгрома здание синагоги служило кладовой; с 1942 года члены местной еврейской общины ожидали в нём депортации. В 1945 году синагога была вновь готова для богослужений. Городская администрация приобрела здания в 1969 году и провела в нём капитальный ремонт, длившийся с 1973 по 1974 год. В 1996 году в «передних» корпусах был открыт небольшой музей, рассказывающий о жизни еврейской общины Целле.